# Mi Plan
Mi Plan (Magyarul: A tervem) Nelly Furtado 2009. szeptember 15-én megjelent albuma. A kanadai énekesnő negyedik nagylemeze, azonban szakítva a hagyományokkal, nem angol, hanem spanyol nyelvű dalokat tartalmaz.
Az albumon 12 új dal található, köztük az elsőként bemutatásra kerülő "Manos Al Aire" (Magyarul: Kezek a magasban).